# Agnòstids
Els agnòstids (Agnostida) són un ordre de trilobits que van aparèixer en el Cambrià inferior i es van extingir en el Ordovicià superior.
Amb prou feines mesuren uns quants mil·límetres de longitud, el cèfalon és de la mateixa grandària que el pigidi (cua). L'escut del cap és gairebé circular i la forma i la mida sovint s'assembla l'escut de la cua, de manera que a primer cop d'ull no sempre és fàcil distingir el cap de la cua. Sovint no hi ha costures de muda visibles.
Hi ha dos subordres: agnostina i eodiscina. Les agnostina tenen un tòrax de dues parts i no tenen ulls. Les eodiscina solen tenir un tòrax tripartit la majoria d'aquest manquen d'ulls. Un estudi del 2010 del paleontòleg Mark McMenamin va descobrir que certs angòstids eren depredadors o carronyaires i probablement els primers caníbals coneguts. N'hi ha traces que fan suposar que caçaven en grup.